# Большое (озеро, Пресногорьковский сельский округ)
Большое (каз. Большое) — озеро в Пресногорьковском сельском округе Узункольского района Костанайской области Казахстана. Находится в 1 км к востоку от села Песчанка.
По данным топографической съёмки 1944 года, площадь поверхности озера составляет 5,13 км². Наибольшая длина озера — 4,1 км, наибольшая ширина — 2,1 км. Длина береговой линии составляет 10,5 км, развитие береговой линии — 1,3. Озеро расположено на высоте 158 м над уровнем моря.